# Laky Adolf
Laky Adolf (alistáli) (Pest, 1829. június 14. – Budapest, 1910. október 6.) magyar  ötvösművész, mecénás.

## Életpályája
Apja mellett tanulta ki mesterségét. Részt vett az 1848–49-es szabadságharcban, amelynek a bukása után Párizsban élt. 1855-ben átvette apja üzletét, ami Pesten a Szervita téren volt. Az 1867. évi koronázáskor ő javította ki Szent István koronáját és ő készítette a koronázási ajándék díszszekrényeit.
Bár gazdag ember volt, puritán módon élt, nemes egyszerűségben. A világi hívságok távol álltak tőle, de üzlete a kiválóságok, a nemzet vezetőinek kedvelt találkozóhelyévé vált. Kitüntetést nem fogadott el, feltűnés nélkül osztotta szét vagyonát. Jótékony, hazafias célra legalább egymillió koronát adott, és így adott egyházi célokra is közel egymillió koronát. Többek között 1908. április 25-én névtelenül 300 ezer koronát adományozott a fasori református templom építésére.

## Emlékezete
Zuglóban utca viseli a nevét.